# Nash Ambassador
Nash Ambassador – samochód osobowy klasy luksusowej produkowany przez amerykańskie przedsiębiorstwo Nash Motors, a następnie koncern AMC w latach 1927–1957.

## Galeria

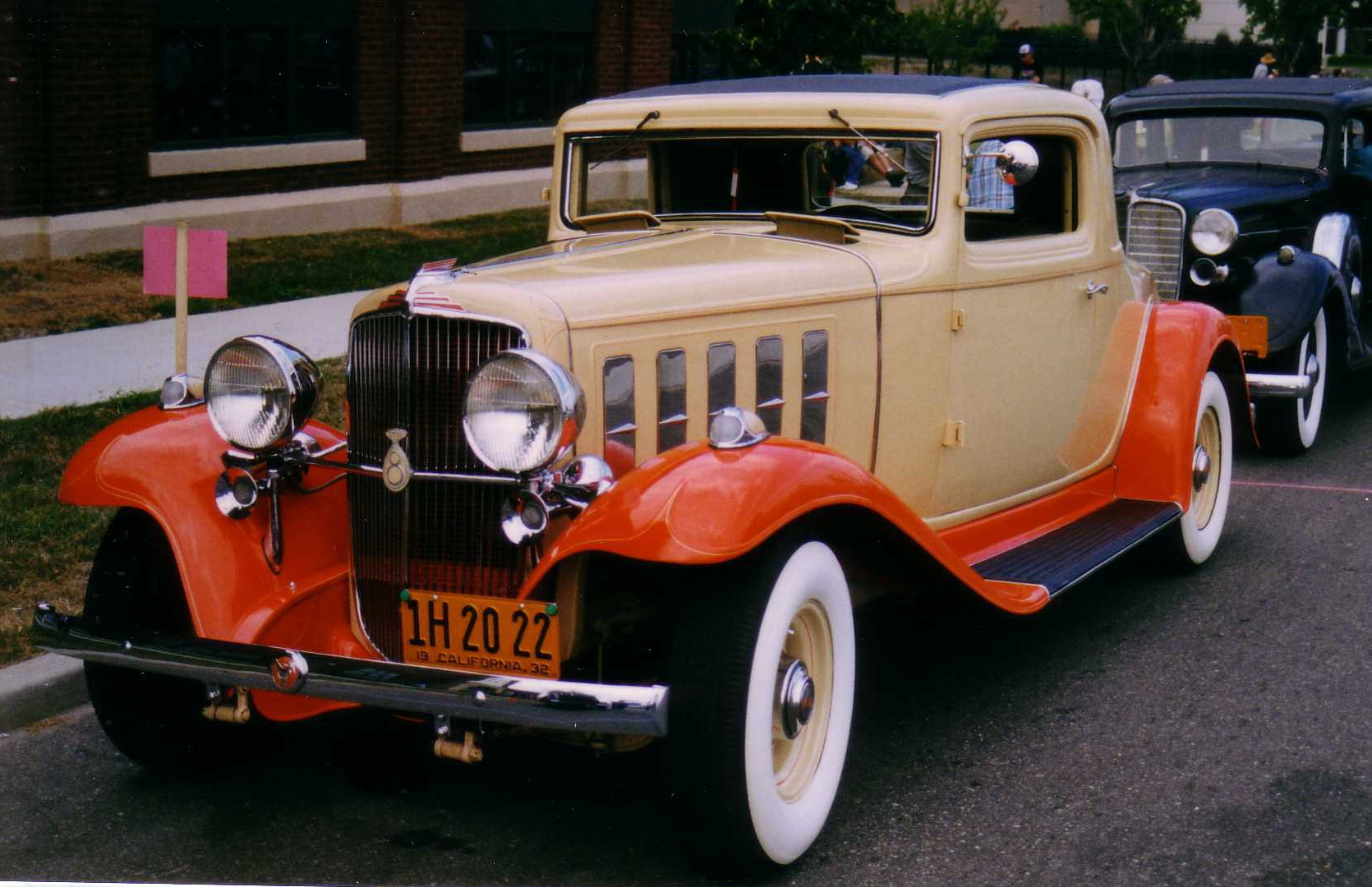
1932 Nash Ambassador I
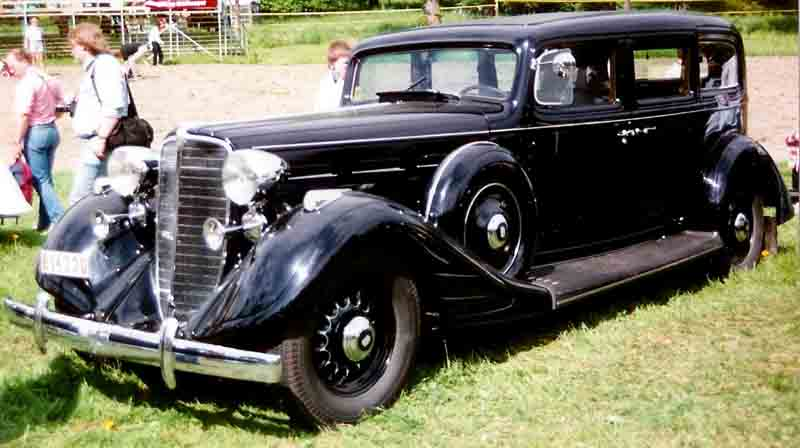
1934 Nash Ambassador II
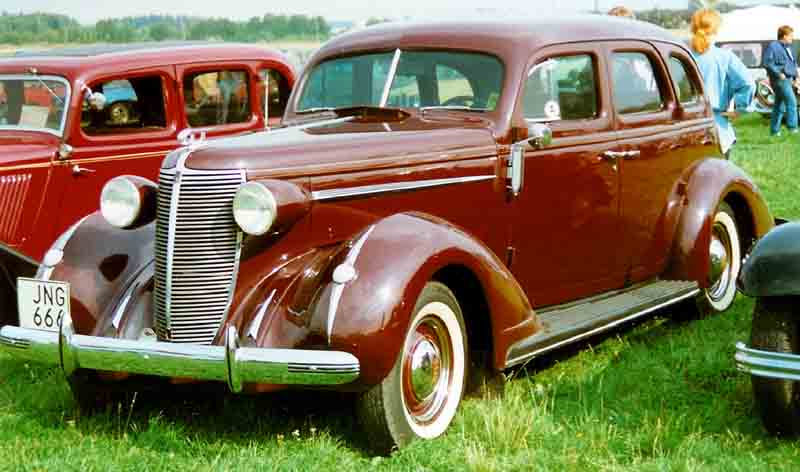
1937 Nash Ambassador III
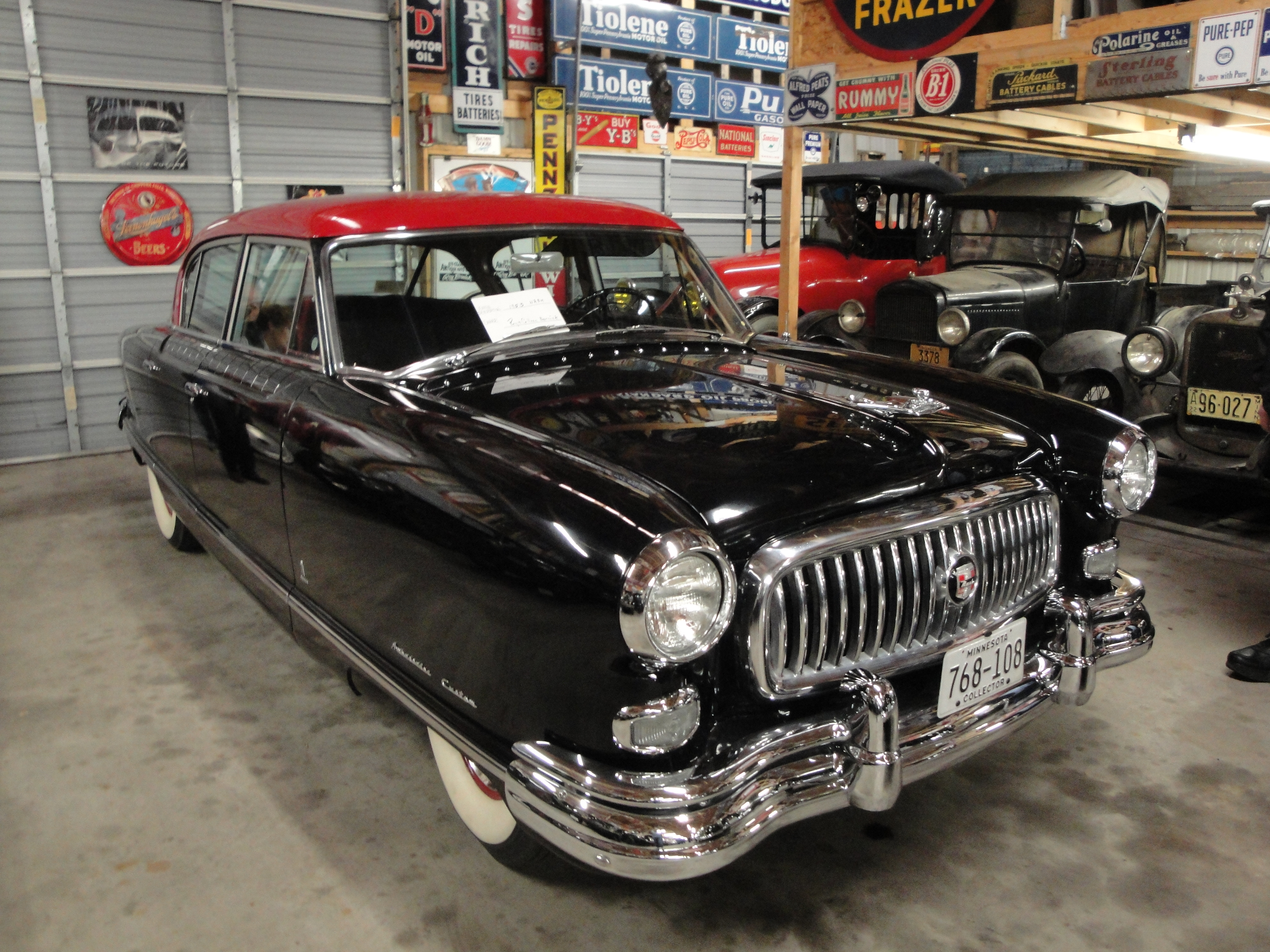
1953 Nash Ambassador VI
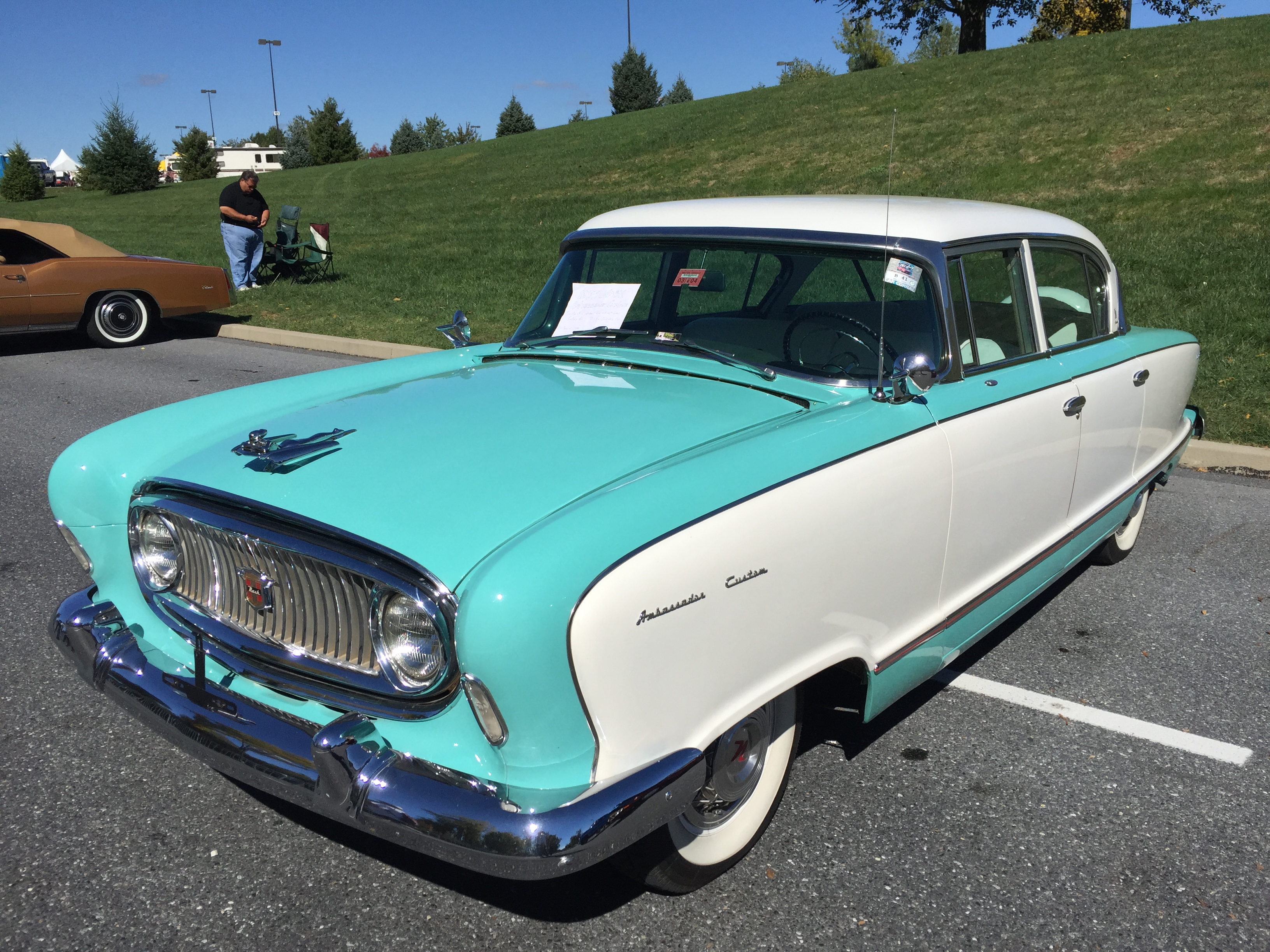
1955 Nash Ambassador VI
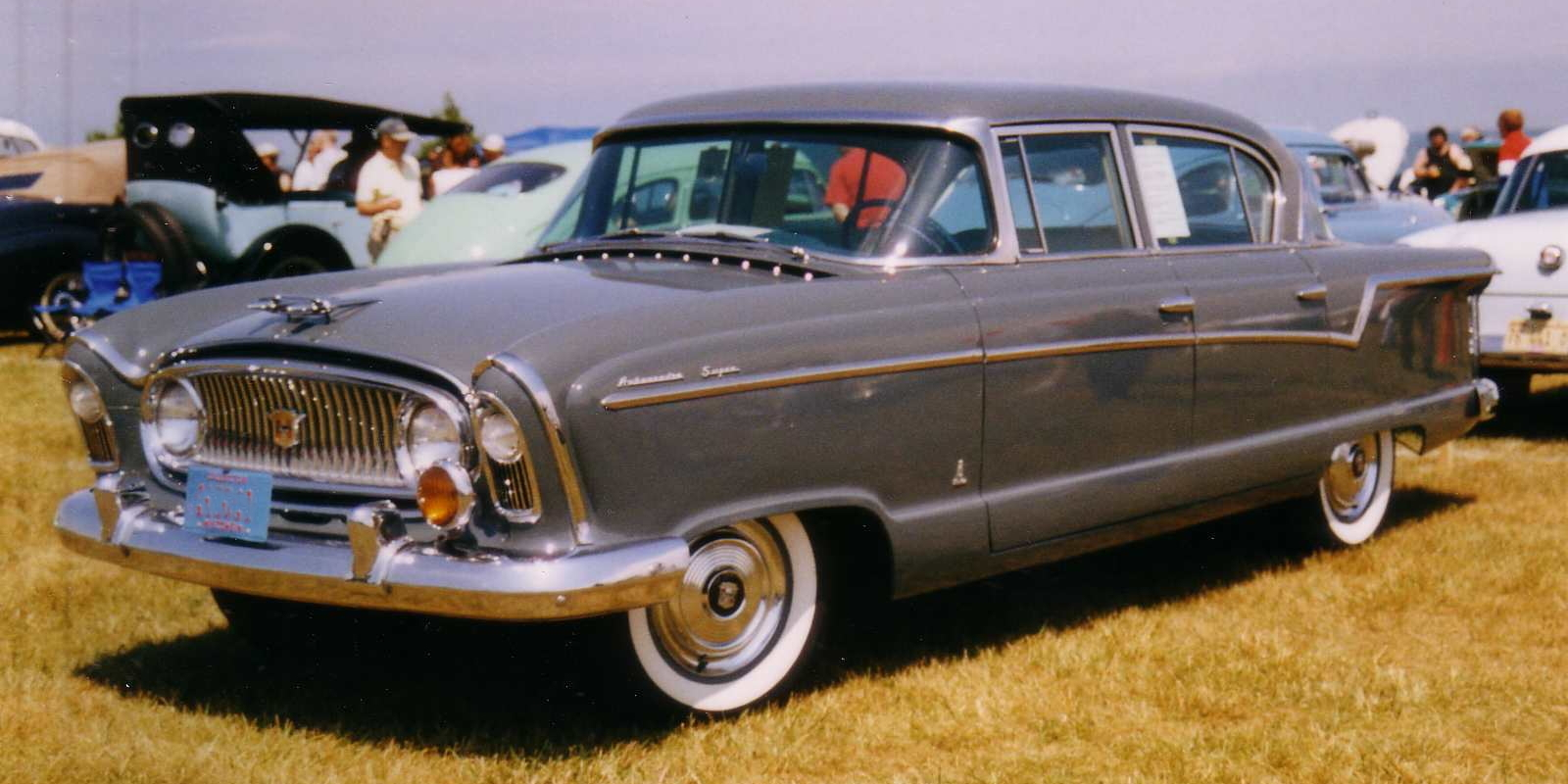
1956 Nash Ambassador VI